# ياقوت بن عبد الله الموصلي
أمين الدين ياقوت بن عبد الله الموصلي الملكي (لقّب بالملكي نسبة إلى السلطان ملكشاه السلجوقي) خطّاط شهير توفي عام 618هـ بالموصل ، وهو كاتب السلطان ملكشاه السلجوقي، وقد أخذ الخط عن الشيخة المحدِّثة الكاتبة شهدة بنت أحمد الإبري الدينوري.
ورد في كتاب النجوم الزاهرة في ملوك مصر والقاهرة: «ياقوت بن عبد الله الموصلي الكاتب أمين الدين المعروف بالملكي نسبة إلى أستاذه السلطان ملكشاه السلجوقي وياقوت هذا أيضًا ممن انتشر خطه في الآفاق ووفاته بالموصل سنة ثماني عشرة وستمائة.»